# 国見町 (長崎県)
国見町（くにみちょう）は、長崎県の島原半島にあった町。南高来郡に属した。スポーツ振興、特にサッカーに力を入れており、町内にある県立国見高等学校は全国高等学校サッカー選手権大会における強豪校として全国に知られている。
2005年10月11日に周辺6町と新設合併し、雲仙市として市制を施行したため、自治体としては消滅した。

## 地理
島原半島の北側に位置する。

## 歴史
- 1889年（明治22年）4月1日 - 町村制施行に伴い、南高来郡多比良村、土黒村、神代村が成立。3村とも単独村制。
- 1937年（昭和12年）2月11日 - 多比良村が町制施行。多比良町となる。
- 1956年（昭和31年）9月1日 - 多比良町と土黒村が新設合併し、国見町が発足。
- 1957年（昭和32年）3月22日 - 神代村を編入。
- 2005年（平成17年）10月11日 - 瑞穂町，吾妻町，愛野町，千々石町，小浜町，南串山町と合併して雲仙市となり、国見町は自治体として消滅。

## 地域

### 地名
旧町村名を冠した十干（名の名称）で表記する。
旧多比良町
- 多比良甲 / 轟木名（とどろき）[1]
- 多比良乙 / 船津名（ふなつ）[2]
- 多比良丙 / 馬場名（ばば）[3]
- 多比良丁 / 高下名（こうげ）[4]
- 多比良戊 / 金山名（かなやま）[5]

旧土黒村
- 土黒甲 / 下原名
- 土黒乙 / 川原田名（かわんた）
- 土黒丙 / 尾茂名
- 土黒丁 / 今出名   (いまいで)
- 土黒戊 / 篠原名
- 土黒己 / 宮田名   (みやだ)
- 土黒庚 / 八斗木名（はっとぎ）

旧神代村
- 神代甲 / 西里名
- 神代乙 / 川北名
- 神代丙 / 神代名   (こうじろ)
- 神代丁 / 上古賀名
- 神代戊 / 片田名
- 神代己 / 東里名
- 神代庚 / 楠高名
- 神代辛 / 山ノ上名

### 教育

#### 高等学校
- 長崎県立国見高等学校

#### 中学校
- 国見町立国見中学校

#### 小学校
- 国見町立多比良小学校
- 国見町立土黒小学校
- 国見町立八斗木小学校
- 国見町立神代小学校

## 交通
最寄り空港は長崎空港。

### 鉄道
- 島原鉄道
  - 神代町駅 - 多比良町駅

中心駅は多比良町駅。

### バス路線

#### 一般路線バス
- 島原鉄道バス

#### 高速バス
- 島原号 ： 福岡市 - 国見町

### 道路
高速道路の最寄りインターチェンジは長崎自動車道諫早インターチェンジ。

#### 一般国道
- 国道251号
- 国道389号

#### 主要県道
- 長崎県道58号愛野島原線

### 航路
- 有明フェリー
  - 長洲町 - 国見町

## 産業
- 特産品 ： たいらガネ（ガザミ）・白ネギ・イチゴ・かまぼこ・サッカー関連商品

## 姉妹都市・提携都市

### 国内
- 熊本県玉名郡長洲町
- 大分県東国東郡国見町
- 福島県伊達郡国見町

## 名所・旧跡・観光スポット・祭事・催事
- 国見町サッカーフェスティバル
- 鳥刺し踊り
- 923(国見)の日   (毎年9月23日に有明フェリー 乗り場周辺で催される縁日。夜には花火も行われる)
- 251ナイターリーグ（月１回）
- 百花台公園
- たぬき山饅頭　(八斗木地区にある菓子屋。近頃はかき氷も人気となっている)
- 国見古墳群
- 神代鍋島邸
- 淡島神社 ミニ鳥居  (膝の高さ程の鳥居が並んでおり、女性が全てをくぐり抜けることで、元気な子供を授かることができるというもの)
- 馬練り　(温泉神社多比良分社の風除祭の神輿で行われる、二人の男が馬を連れて踊り歩くというもの)

## 国見町出身の有名人
- 植木元太郎（政治家、島原鉄道初代社長）
- 太田一也(火山学者、九州大学名誉教授)
- 梶山純（法学者、九州国際大学名誉教授）
- 徳永悠平（元サッカー選手･V・ファーレン長崎）
- 渡邉大剛（元サッカー選手･カマタマーレ讃岐）
- 渡邉千真（サッカー選手･横浜FC）